# 카테키 존자

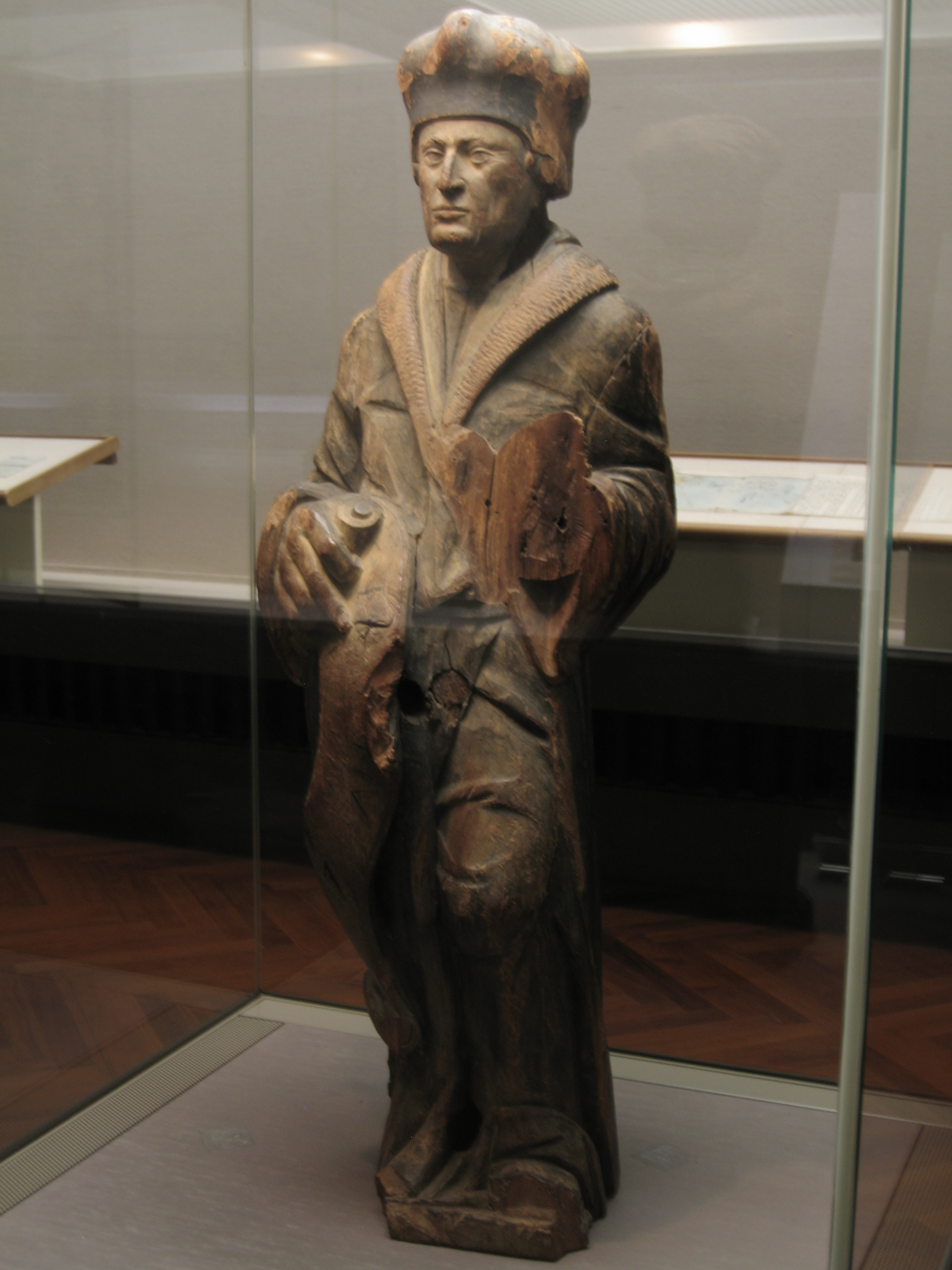

카테키 존자(일본어: 貨狄尊者 카테키손쟈[*])는 일본 도치기현의 류코인이라는 불교 사원에 안치되어 있는 목상이다. 국가지정중요문화재로 지정되어 있다.
도치기현 사노시 가미하네다초에 소재한 류코인(龍江院, 용강원)이라는 불교 사원에 전해져 내려욘 오래된 목상이다. 오랫동안 중국 신화에서 배의 발명자인 화적(貨狄, 일본어 발음 ‘카테키’)의 목상이라고 여겨져 왔다. 하지만 이 유물의 정체는 네덜란드 인문학자 데시데리위스 에라스뮈스의 조각상이다. 1600년(게이초 5년) 3월 16일 분고국(오늘날의 오이타현) 해변에 표착한 네덜란드 갈레온선 리프데호(Liefde)의 선미상으로 원래 사용되었다. 윌리엄 애덤스가 이 배를 타고 일본에 왔다. 이 사실이 처음 밝혀진 1924년 당시 모국인 네덜란드에서 매입하겠다고 나섰으나 일본 측에서 거부하고 1930년(쇼와 5년) 국보로 지정했다. 1950년 일본 제국 시절의 국보가 중요문화재로 개칭됨에 따라 중요문화재가 되어 지금에 이르고 있다.
기단을 포함한 총 높이는 121 cm이고 인물상의 높이는 105 cm이다. 머리에 쓰개를 쓰고 오른손에 두루마리를 들고 있다. 두루마리에 “ER□□MVS”, “R□□TE□□□M 1598” 이라고 새겨져 있는데, “에라스무스”, “로테르담 1598”이라고 읽을 수 있다. 1598년은 리프데호가 로테르담에서 처음 취항한 해다.
현재도 류코인에서 소유하고 있지만 도쿄국립박물관에 기탁되어 있다. 사노시 향토박물관에는 레플리카상이 상설전시되어 있다. 로테르담 해사박물관에도 1962년 일본 측에서 기증한 레플리카상이 있다. 1998년에는 오리지널상의 고향 방문 전시도 이루어졌다.
이 목상은 밤이면 밤마다 무지나로 둔갑해서 으스스한 노래를 부르며 주변을 배회하는 팥갈이 할미(일본어: 小豆研ぎ婆)라는 전설이 남아 있다. 말 안 듣는 아이는 이 팥갈이 할미가 잡아간다고 부모가 으름장을 놓는 용도로 활용되었다. 이 고장에는 그 전설을 뒷받침하는 민요도 전승되어 온다.